# NGC 7247
NGC 7247 é uma galáxia espiral barrada (SBb) localizada na direcção da constelação de Aquarius. Possui uma declinação de -23° 43' 50" e uma ascensão recta de 22 horas, 17 minutos e 41,1 segundos.
A galáxia NGC 7247 foi descoberta em 1886 por Frank Leavenworth.